# 25-ös busz (Veszprém)
A veszprémi 25-ös jelzésű autóbusz a Gyulafirátót, forduló és a Papvásár utca között közlekedik.

## Útvonala
| Papvásár utca felé |
| --- |
| Gyulafirátót, forduló vá. – Zirci utca – Posta utca – Vasút utca – Győri utca – 82-es főút – Budapest út – Mindszenty József utca – Brusznyai Árpád utca – Óvári Ferenc út – Dózsa György utca – Szent István völgyhíd – Völgyhíd tér – Pápai út – Tizenháromváros tér – Táncsics Mihály utca – Szent István utca – Avar utca – Tüzér utca – Papvásár utca vá. |

## Megállóhelyei
| 0  | Gyulafirátót, forduló végállomás |                                                                       |
| 1  | Gyulafirátót, felső              | 23 Helyközi buszok                                                    |
| 3  | Gyulafirátót, Vizi utca          | 23                                                                    |
| 4  | Gyulafirátót, Posta utca         | 23                                                                    |
| 5  | Kádárta, vasúti megállóhely      | 23 Helyközi buszok                                                    |
| 7  | Kádárta, Vasút utca              | 23 Helyközi buszok                                                    |
| 8  | Kádárta, bolt                    | 23 Helyközi buszok                                                    |
| 9  | Kádárta, felső                   | 23 Helyközi buszok                                                    |
| 10 | Kádárta, bejárati út             | 23 Helyközi buszok                                                    |
| 12 | Büntetés-végrehajtási Intézet    | 23 Helyközi buszok                                                    |
| 15 | Tesco áruház (82-es főút)        | 5, 13, 21, 23 Helyközi buszok                                         |
| 20 | Viola utca                       | 6, 23 Helyközi buszok Távolsági járatok                               |
| 21 | Rózsa utca                       | 5, 6, 23                                                              |
| 23 | Hotel                            | 1, 2, 3, 4, 4A, 5, 6, 7A, 10, 12, 12A, 13, 22                         |
| 24 | Petőfi Színház                   | 1, 2, 3, 4, 4A, 5, 6, 8, 8A, 10, 13 Helyközi buszok Távolsági járatok |
| 25 | Harmat utca                      | 1, 2, 3, 5, 8, 8A                                                     |
| 26 | Völgyhíd tér                     | 1, 3, 5, 8, 8A, 10, 12, 12A, 13                                       |
| 27 | Pápai út 25.                     | 1, 3, 5, 8, 8A, 10, 12, 12A, 13 Helyközi buszok Távolsági járatok     |
| 28 | Tizenháromváros tér              | 3, 5, 10, 12, 12A, 13, 18                                             |
| 29 | Dózsa György tér                 | 3, 5, 10, 12, 12A, 13, 18                                             |
| 31 | Vértanú utca                     | 3, 10, 13, 18 Helyközi buszok                                         |
| 32 | Avar utca                        | 3, 10, 13, 18                                                         |
| 33 | Papvásár utca végállomás         | 5                                                                     |